# Chronik von Moissac
Die Chronik von Moissac oder Chronicon Moissiacense ist eine mittelalterliche Handschrift in lateinischer Sprache, in der nach Jahren geordnet Ereignisse aus dem Fränkischen Reich niedergeschrieben sind. Die Berichtszeit erstreckt sich von 670 bis 818. Die Entstehungszeit wird zwischen 800 und 850 angenommen. Den Namen erhielt die Chronik nach einem Eintrag in der einzigen überlieferten Handschrift, der die ehemalige Abtei St. Pierre in Moissac nennt. Ein älterer fragmentarisch erhaltener Eintrag nennt die ehemalige Abtei Psalmodi. Der Entstehungsort des Textes wie auch der Handschrift ist unbekannt.
Die einzige überlieferte Handschrift der Chronik von Moissac stammt aus dem 11. Jahrhundert und befindet sich heute in der französischen Nationalbibliothek in Paris (Cod. Paris. lat. 4886). Die Seiten mit den Einträgen für die Jahre 718 bis 775 sind nicht mehr vorhanden. Die MGH-Edition gibt auch die vorhandenen Seiten nur unvollständig wieder. Ein vollständiger und kommentierter Abdruck der Pariser Handschrift findet sich im Anhang der Subsidia Anianensia von Walter Kettemann.
Als Vorlage benutzte der Verfasser neben den Reichsannalen, den Lorscher Annalen und der Kleinen Lorscher Frankenchronik eine verlorene Handschrift, die Walter Kettemann als Annales Benedicti Anianenses (Annalen des Benedikt von Aniane) bezeichnete. Dieses Annalenwerk diente auch als Vorlage für das nach der Abtei in Aniane benannte Chronicon Anianense. Beide, die Chronik aus Aniane und die Chronik aus Moissac, weisen deshalb inhaltlich große Übereinstimmungen auf. 
Für die Geschichte der Karolingerzeit ist die Chronik von Moissac von besonderer Bedeutung, weil sie im Vergleich mit den Reichsannalen oder den Lorscher Annalen zu einigen Ereignissen genauere oder sonst unbekannte Nachrichten enthält. Dazu gehören Berichte über die Elbslawen oder Nachrichten aus Aquitanien, Septimanien und der Spanischen Mark. 